# FAW Junpai A50

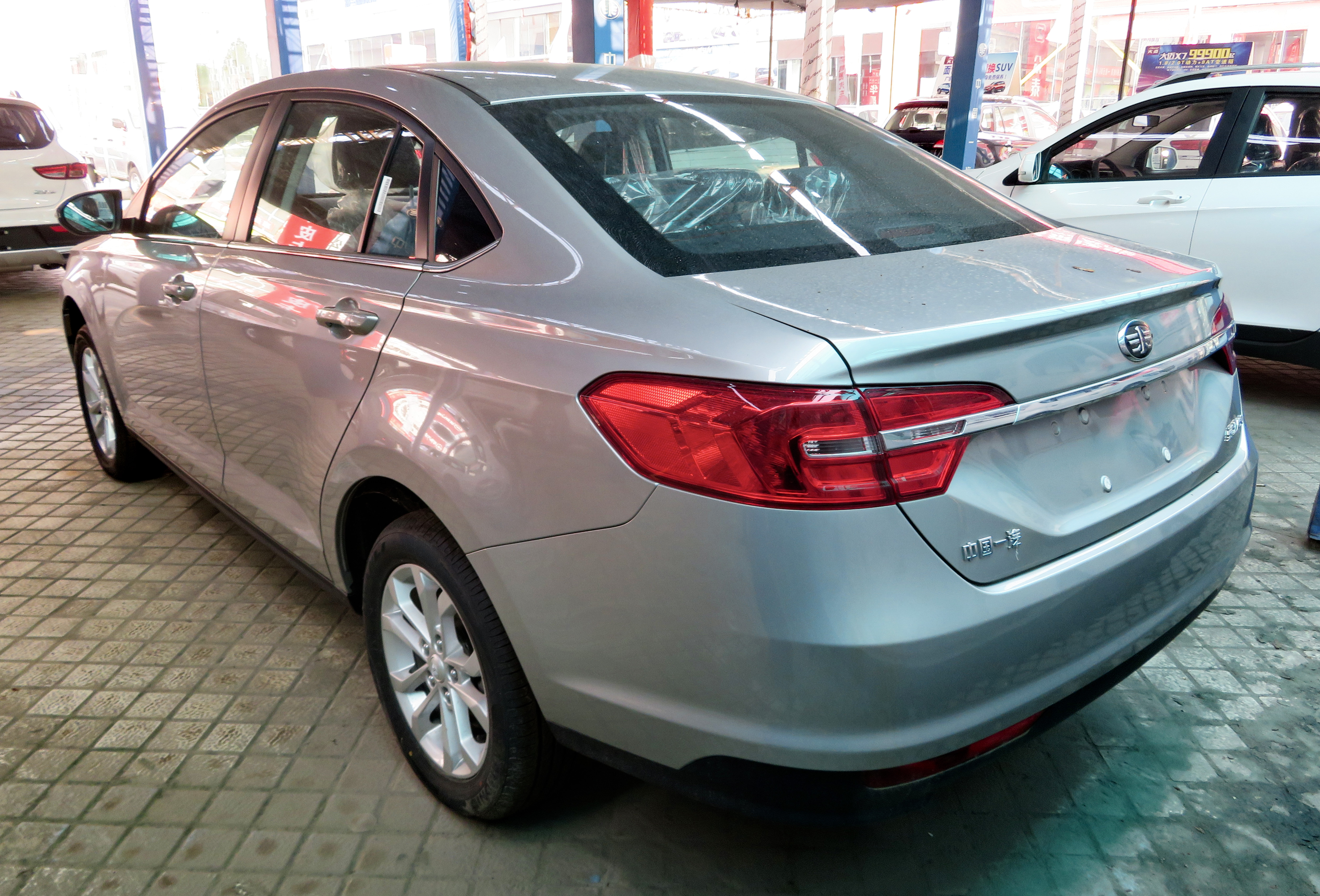
Heckansicht

Der FAW Junpai A50 ist eine Limousine der Kompaktklasse des chinesischen Automobilherstellers China FAW Group (FAW), die ab Anfang 2018 unter dem Markennamen FAW und der Submarke Junpai vertrieben wurde.

## Geschichte
Die Limousine wurde auf der Shanghai Auto Show im April 2017 vorgestellt und wurde zwischen 2018 und 2019 ausschließlich in China verkauft. Der Kombi FAW Junpai CX65 baut auf derselben Plattform auf.

## Technische Daten
Der A50 wird von einem 1,5-Liter-Ottomotor mit 83 kW (113 PS) angetrieben. Als Getriebe kommt ausschließlich ein 5-Gang-Schaltgetriebe zum Einsatz. Die Höchstgeschwindigkeit liegt bei 180 km/h.
|                                             | A50 1.5                       |
| Bauzeitraum                                 | 01/2018–06/2019               |
| Motorkenndaten                              |                               |
| Motortyp                                    | Reihen-Vierzylinder-Ottomotor |
| Hubraum                                     | 1497 cm³                      |
| max. Leistung bei min−1                     | 83 kW (113 PS) / 6000         |
| max. Drehmoment bei min−1                   | 141 Nm / 3800                 |
| Kraftübertragung                            |                               |
| Antrieb, serienmäßig                        | Vorderradantrieb              |
| Getriebe, serienmäßig                       | 5-Gang-Schaltgetriebe         |
| Messwerte                                   |                               |
| Höchstgeschwindigkeit                       | 180 km/h                      |
| Beschleunigung, 0–100 km/h                  | 11,5 s                        |
| Kraftstoffverbrauch auf 100 km (kombiniert) | 5,8 l Super                   |
| Leergewicht                                 | 1206 kg                       |
| Tankinhalt                                  | 48 l                          |